# IC 2385
IC 2385 ist eine Spiralgalaxie vom Hubble-Typ Sb im Sternbild Luchs am Nordsternhimmel. Sie ist schätzungsweise 304 Millionen Lichtjahre von der Milchstraße entfernt.
Das Objekt wurde am 14. Februar 1896 Stéphane Javelle entdeckt.